# THE9
THE9 (hay THE NINE/九的/无限少女X) là nhóm nhạc nữ Trung Quốc, nhóm được thành lập vào ngày 30/05/2020 thông qua show sống còn Thanh xuân có bạn (mùa 2) (Idol producer 3). Nhóm gồm 9 thành viên được bình chọn từ 109 thực tập sinh đến từ các công ty giải trí khác nhau. Trải qua quá trình cạnh tranh khắc nghiệt, cuối cùng đội hình ra mắt của THE9 bao gồm: Lưu Vũ Hân, Ngu Thư Hân, Hứa Giai Kỳ, Dụ Ngôn, Tạ Khả Dần, An Kỳ, Triệu Tiểu Đường, Khổng Tuyết Nhi và Lục Kha Nhiên. Tên fandom chính thức của nhóm là: NINECHO với khẩu hiệu tiếp ứng "Vô hạn khả năng, bất bị định nghĩa, THE9 lấp lánh tương lai khả kì."

## Lịch sử

### Trước khi ra mắt: Thanh Xuân Có Bạn 2
THE9 được thành lập thông qua chương trình truyền hình thực tế Thanh xuân có bạn 2, được phát sóng từ ngày 12 tháng 3 đến ngày 30 tháng 5 năm 2020. Đây là mùa thứ ba của loạt chương trình tuyển chọn Idol Producer. Trong số 109 thực tập sinh từ các công ty khác nhau, chỉ có Top 9 thực tập sinh được bình chọn nhiều nhất trong tập cuối cùng được ra mắt trong nhóm cuối cùng.
Vào ngày 30 tháng 5 năm 2020, đội hình cuối cùng đã được công bố. Lưu Vũ Hân đứng thứ nhất, Ngu Thư Hân đứng thứ 2, tiếp theo là Hứa Giai Kỳ, Dụ Ngôn, Tạ Khả Dần, An Kỳ, Triệu Tiểu Đường, Khổng Tuyết Nhi và Lục Kha Nhiên. Lưu Vũ Hân là center của nhóm.
- Một số hoạt động trước ra mắt của các thành viên THE9:

• Lưu Vũ Hân làm việc với AMG Entertainment với tư cách là một ca sĩ solo. Cô phát hành album solo XIN vào năm 2018. Cô là cựu thành viên của nhóm nhạc nữ đã tan rã Ladybees.
• Ngu Thư Hân là một nữ diễn viên đã được biết đến từ trước trong bộ phim Trạm kế tiếp là hạnh phúc trước khi trở thành một thành viên của THE9.
• Hứa Giai Kỳ là thành viên của nhóm nhỏ 7SENSES, thuộc SNH48.
• Dụ Ngôn trước đây đã tham gia chương trình Girls, Fighting và đã ra mắt với tư cách là một nghệ sĩ solo và nhạc sĩ.
• Tạ Khả Dần trước đây cũng đã tham gia chương trình Girls, Fighting và The Next Top Bang. Cô là cựu thành viên của nhóm nhạc nữ đã tan rã Legal High và cô cũng đã ra mắt với tư cách là một nghệ sĩ solo và nhạc sĩ.
• An Kỳ là thành viên của nhóm nhạc nữ Trung Quốc Hickey.
• Triệu Tiểu Đường trước đây đã tham gia chương trình The Best of Us.
• Khổng Tuyết Nhi là cựu thành viên của nhóm nhạc nữ đã tan rã Ladybees.
• Lục Kha Nhiên là thành viên của nhóm nhạc nữ Fanxy Red có trụ sở tại Trung Quốc - Hàn Quốc.
Trong chương trình Thanh Xuân Có Bạn 2 , tất cả các thành viên đã phát hành ca khúc cùng các thí sinh khác trong vòng 3. Ngu Thư Hân, Hứa Giai Kỳ, Tạ Khả Dần, Triệu Tiểu Đường và Khổng Tuyết Nhi ra mắt "Niềm vui không thường nhật", Lưu Vũ Hân, Dụ Ngôn và An Kỳ phát hành "Lion" và Lục Kha Nhiên phát hành "No Company".
Thanh xuân có bạn 2 được chiếu trên mạng đầu tiên tại trang iQIYI, từ ngày 12 tháng 3 đến ngày 30 tháng 5 năm 2020 với sự tham gia 109 thực tập sinh nữ tự do và đến từ nhiều công ty quản lý khác nhau. 9 thí sinh chiến thắng cuối cùng của chương trình được ra mắt chính thức trong nhóm nhạc thần tượng.

### Chính thức ra mắt: THE9
Ngày 30 tháng 5 năm 2020, tập Chung kết của chương trình Thanh xuân có bạn 2 được tổ chức và phát sóng trực tiếp trên trang iQIYI. Top 9 thí sinh chiến thắng cuối cùng được công bố thành lập nhóm nhạc thần tượng nữ mới mang tên "THE9".

### 2020: Những bước đầu hoạt động
Từ ngày 31 tháng 5 năm 2020, nhóm bắt đầu tập luyện cùng nhau và hoạt động dưới danh nghĩa một nhóm nhạc.
Vào ngày 17 tháng 6 năm 2020, họ đã tham gia chương trình Super Night 618 của Đài truyền hình Hồ Nam để biểu diễn "Yes! OK!" và "Hunt". Đây là sân khấu biểu diễn công khai đầu tiên của nhóm sau khi thành lập.
Vào ngày 4 tháng 7 năm 2020, tài khoản Weibo chính thức của nhóm đã phát hành một vlog. Trong đó, các thành viên đã cùng chọn ra trưởng nhóm - An Kỳ, cũng như hệ thống màu tiếp ứng - Hologram, kí hiệu tay và tên fandom - NINECHO. Cái tên NINECHO được chơi chữ từ "THE9 (The Nine)" và "echo" (tiếng vọng) thể hiện sự nỗ lực cộng hưởng lẫn nhau của 9 cô gái, đồng thời bày tỏ hi vọng THE9 và NINECHO - đôi bên có thể lắng nghe tiếng lòng, cảm nhận sự ấm áp và sức mạnh của đối phương, từ đó trở nên ngày càng mạnh mẽ.
Nhóm cũng đã thực hiện nhiều quảng cáo cũng như bài xã luận cho các tạp chí và hãng thời trang cao cấp. Ngày 15 tháng 7 năm 2020, THE9 là gương mặt ảnh bìa của tạp chí thời trang NYLON Trung Quốc số tháng 7/2020, đánh dấu bìa tạp chí đầu tiên của nhóm.
Chương trình tạp kỹ đầu tiên của THE9 mang tên “Let’s Party 2020” được chính thức công bố vào ngày 9 tháng 7 năm 2020 và được phát hành trên nền tảng iQIYI. Thông tin này đã thu hút rất nhiều sự quan tâm và số lượng thảo luận lúc ấy đã đạt hơn 80.000 lượt. "Let's Party 2020"  tổng cộng có 12 tập và mỗi tập dài khoảng 60 phút, khách mời của mỗi tập đều khác nhau. Tập đầu tiên đã lên sóng vào ngày 4 tháng 9 năm 2020 với sự tham gia của THE9 và khách mời Hà Cảnh, Quách Kính Minh, Trương Vũ Kiếm và Trương Quốc Vỹ.

#### Tháng 10/2020: Sự ra mắt của sản phẩm âm nhạc đầu tiên của nhóm - EP "Bí ẩn SphinX"
Nhóm đã phát hành EP đầu tiên "Bí ẩn SphinX" (斯芬克斯X谜) với hai ca khúc: "SphinX" (斯芬克斯) và "Not Me" vào ngày 10 tháng 8 năm 2020. EP đã bán hết 150.000 đơn vị trong vòng chưa đầy 45 phút - giành được xếp hạng "Double Platinum"; Theo thống kê trên hệ thống nghe nhạc trực tuyến QQ Music, EP đã bán hơn 970.000 đơn vị, giành được xếp hạng "Triple Platinum" đồng thời trở thành nhóm nhạc nữ Trung Quốc đầu tiên và nhanh nhất dành được danh hiệu này của QQ Music trong năm 2020. MV SphinX được phát hành vào ngày 15 tháng 8 đa nền tảng. Họ đã quảng bá EP của mình thông qua các buổi biểu diễn tại các chương trình khác nhau và các lễ hội âm nhạc như 818 Super Night hay Happy Camp.

#### Tháng 12/2020: Sự ra mắt của album đầu tiên - "MatriX"
Vào ngày 25 tháng 12 năm 2020, nhóm đã phát hành album đầu tiên MatriX (虚实X境) vào ngày 25 tháng 12 năm 2020，gồm đĩa đơn chủ đạo "Dumb Dumb Bomb" và chín bài hát solo.
Vào ngày 31 tháng 12 năm 2020, tham gia vào buổi hòa nhạc đêm giao thừa của Truyền hình vệ tinh Giang Tô năm 2021.

### 2021: X-CITY - Thành phố hư thực - buổi hòa nhạc nhóm đầu tiên
Vào ngày 26 và 27 tháng 3 năm 2021, THE9 đã tổ chức buổi hòa nhạc trực tuyến đầu tiên "Thành phố hư thực X-CITY". Buổi hòa nhạc, thu hút hơn bốn trăm nghìn người xem, đã sử dụng công nghệ XR để tạo nền sân khấu chân thực.

#### Tháng 5/2021: Cột mốc kỉ niệm 01 năm thành lập nhóm
Vào ngày 22 tháng 5 năm 2021, THE9 phát hành EP thứ 3, cũng là EP mừng kỉ niệm một năm thành đoàn của nhóm: RefleXtion gồm hai bài hát "Hello" - đĩa đơn chủ đạo, và "异兽" (Alien) trên các nền tảng nhạc số của Trung Quốc. EP đã cán mốc hơn 100.000 bản tiêu thụ chỉ trên nền tảng QQ Music (cập nhật tháng 5/2021).
Vào ngày 30 thàng 05 năm 2021, THE9 là gương mặt trang bìa của tuần san Grazia (红秀GRAZIA), một trong Tứ đại tuần san của Trung Quốc, kỳ số 511 nhân dịp kỉ niệm một năm thành lập nhóm.

#### Tháng 11-12/2021: Chính thức tốt nghiệp
Vào ngày 21 tháng 10 năm 2021, Weibo chính thức của THE9 công bố thông tin về chuyến lưu diễn tốt nghiệp của THE9 mang tên "Mobius ∙ Quỹ tích" (Tên tiếng Trung: 莫比乌斯·轨迹; Tên tiếng Anh: The Mobius Path). Ban đầu, chuyến lưu diễn gồm 2 địa điểm: Quảng Châu và Tô Châu, tổ chức lần lượt vào 13-14/11 và 27-28/11 với 4 buổi biểu diễn.
Vào ngày 5 tháng 11 năm 2021, Weibo chính thức của THE9 chia sẻ lại bài thông cáo trên Weibo chính thức của công ty Quốc Triều Văn hóa (国潮文化) - đơn vị chịu trách nhiệm cho chuyến lưu diễn này, về việc hủy hoãn đêm diễn tại Quảng Châu do diễn biến phức tạp của dịch bệnh tại địa phương.
Ngày 13 tháng 11 năm 2021, Weibo chính thức của THE9 và Quốc Triều Văn hóa cập nhật poster tuyên truyền của "Mobius", ấn định thời gian và địa điểm tổ chức, nhưng một lần nữa, vào ngày 25 tháng 11 năm 2021, ban tổ chức một lần nữa hoãn buổi hòa nhạc do diễn biến dịch bệnh.
Ngày 1 tháng 12 năm 2021, buổi hòa nhạc được ấn định tổ chức vào ngày 18 tháng 12  năm 2021 tại Quảng Châu sau đó tiếp tục bị hoãn vô thời hạn do dịch bệnh.
Ngày 5 tháng 12 năm 2021, THE9 thông báo chính thức tốt nghiệp, ra mắt EP cuối cùng "THE NINE" gồm 3 bài hát: Ngự Vũ Giả (驭舞者), Devil's Song và Chúng ta (我们啊) trên các nền tảng nhạc số của Trung Quốc.

### 2022: Buổi hòa nhạc tốt nghiệp "Mobius ∙ Quỹ tích"
Ngày 26 tháng 7 năm 2022, sau hơn 7 tháng bị hoãn bởi đại dịch, Weibo chính thức của THE9 công bố tổ chức tour diễn The Mobius Path gồm 02 buổi biểu diễn tại Cáp Nhĩ Tân - Nhà thi đấu Trung tâm Thể thao Triển lãm và Hội nghị Quốc tế Cáp Nhĩ Tân vào các ngày 19-20 tháng 8 năm 2022. Tuy nhiên, buổi hòa nhạc đã không diễn ra vì công tác đảm bảo an toàn dịch tễ của địa phương không cho phép.

### 2023: Buổi hòa nhạc tái hợp "Dù bao xa cũng có thể chạm tới"
Ngày 08 tháng 10 năm 2023, Weibo chính thức của THE9 công bố tổ chức tour diễn "Dù bao xa cũng có thể chạm tới" (THE9多远都可以到达演唱会) gồm 02 buổi biểu diễn tại Cụm Công viên Thế thao Thế vận hội trẻ Nam Kinh (Nanjing Youth Olympic Sports Park 南京青奥体育公园) tại Nam Kinh vào ngày 27-28 tháng 10 năm 2023.
Ngày 27-28 tháng 10 năm 2023, 9 cựu thành viên của THE9: Lưu Vũ Hân, Ngu Thư Hân, Hứa Giai Kỳ, Dụ Ngôn, Tạ Khả Dần, An Kì, Triệu Tiểu Đường, Khổng Tuyết Nhi, Lục Kha Nhiên tái hợp tại Nam Kinh tái hợp trong concert "Dù bao xa cũng có thể chạm tới. Buổi biểu diễn kéo dài 2 giờ đồng hồ với 20 tiết mục, bao gồm các tiết mục nhóm, nhóm nhỏ, và biểu diễn cá nhân. Buổi hòa nhạc nhanh chóng trở thành chủ đề nóng trên mạng xã hội Trung Quốc Weibo với lượng tương tác và số từ khóa trên bảng tìm kiếm lớn và dày đặc.

#### Danh sách tiết mục
| STT | Tiết mục                                   | Tham gia                                                                  | Thời lượng |
| 1a  | Mở màn                                     | Vũ đoàn                                                                   | 2'00"      |
| 1b  | Medley SphinX + Dị Thú (Xenogenic)         | Cả nhóm                                                                   | 3'40"      |
| 2   | Dumb Dumb Bomb                             | Cả nhóm                                                                   | 3'00"      |
| -   | Giao lưu 1                                 | Cả nhóm                                                                   | 3'00"      |
| 3   | Not me                                     | Cả nhóm                                                                   | 2'48"      |
| -   | Giao lưu 2                                 | Hứa Giai Kì, Dụ Ngôn, Tạ Khả Dần                                          | 9'00"      |
| 4   | K'                                         | Lục Kha Nhiên                                                             | 3'02"      |
| 5   | Call me by my name                         | Khổng Tuyết Nhi                                                           | 3'52"      |
| 6   | T.A.N.G                                    | Triệu Tiểu Đường                                                          | 3'29"      |
| 7   | Licorice                                   | An Kì                                                                     | 3'21"      |
| -   | VCR 1                                      | -                                                                         | 3'00       |
| 8   | Không phụng bồi (不奉陪)                   | Hứa Giai Kì, Tạ Khả Dần, Triệu Tiểu Đường, Khổng Tuyết Nhi, Lục Kha Nhiên | 3'46"      |
| 9   | Hoang đảo màu cam nhạt (浅橘色孤岛)        | Lưu Vũ Hân, Ngu Thư Hân, Dụ Ngôn, An Kì                                   | 3'35"      |
| -   | Giao lưu 3                                 | Lưu Vũ Hân, Ngu Thư Hân, An Kì                                            | 9'00"      |
| 10  | Lion                                       | Lưu Vũ Hân, Hứa Giai Kì, Tạ Khả Dần, Khổng Tuyết Nhi                      | 3'36"      |
| 11  | Hunt (猎)                                  | Ngu Thư Hân, Dụ Ngôn, An Kì, Triệu Tiểu Đường, Lục Kha Nhiên              | 3'27"      |
| -   | VCR 2                                      | -                                                                         | 3'00"      |
| 12  | Gọi tỷ tỷ (叫姐姐) + No Fake Love          | Tạ Khả Dần                                                                | 4'12"      |
| 13  | Who + Black Key                            | Dụ Ngôn                                                                   | 6'06       |
| 14  | Skin                                       | Hứa Giai Kì                                                               | 4'02"      |
| 15  | Gwalla                                     | Ngu Thư Hân                                                               | 2'45"      |
| 16  | Beatholic (节奏病)                         | Lưu Vũ Hân                                                                | 3'15"      |
| -   | Giao lưu 4                                 | Triệu Tiểu Đường, Khổng Tuyết Nhi, Lục Kha Nhiên                          | 9'00"      |
| 17  | A little bit                               | Cả nhóm                                                                   | 3'26"      |
| -   | Giao lưu 5                                 | Cả nhóm                                                                   | 3'00"      |
| 18  | Yes OK! + giao lưu                         | Cả nhóm                                                                   | 3'40"      |
| -   | ENCORE                                     | -                                                                         | -          |
| -   | VCR 3                                      | -                                                                         | 3'00"      |
| 19  | Medley Hửng sáng 1h30 (凌晨一点半) + Hello | Cả nhóm                                                                   | 3'30"      |
| -   | Giao lưu 6                                 | Cả nhóm                                                                   | 10'00"     |
| 20  | Promise + Giao lưu                         | Cả nhóm                                                                   | 3'44"      |

## Thành viên
| Hán Việt         | Hán tự                | Tiếng Anh      | Ngày Sinh         | Nơi sinh                | Vị trí                               | Công ty quản lý                                   | Fandom                           |
| Lưu Vũ Hân       | 刘雨昕 Liu Yu Xin     | Xin Liu        | 20 tháng 4, 1997  | Quý Châu, Trung Quốc    | Nhảy chính, Hát dẫn, Rap dẫn, Center | AMG Asia Music Group                              | Vũ Tản                           |
| Ngu Thư Hân      | 虞书欣 Yu Shu Xin     | Esther Yu      | 18 tháng 12, 1995 | Thượng Hải, Trung Quốc  | Hát phụ                              | Hoa Sách Ảnh Thị (Huace Film&Tv)                  | Tiểu Thạch Lựu                   |
| Hứa Giai Kỳ      | 许佳琪 Xu Jia Qi      | Kiki Xu        | 27 tháng 8, 1995  | Chiết Giang, Trung Quốc | Nhảy dẫn, Hát phụ,Visual             | Shanghai Star48 Culture Media Group               | Hắc Kỳ Quân                      |
| Dụ Ngôn          | 喻言 Yu Yan           | Yu Yan         | 26 tháng 5, 1997  | Bắc Kinh, Trung Quốc    | Hát chính, Maknae                    | Gia Hội Truyền Thông (JoinHall Media)             | Dụ Lận Quân                      |
| Tạ Khả Dần       | 謝可寅 Xie Ke Yin     | Shaking Chloe  | 4 tháng 1, 1997   | Tứ Xuyên, Trung Quốc    | Rap chính, Hát dẫn                   | Gia Nạp Thịnh Thế (JNERA Cultural Media)          | Hổ Vệ Đội                        |
| An Kỳ            | 安崎 An Qi            | Babymonster An | 13 tháng 5, 1996  | Trùng Khánh, Trung Quốc | Trưởng nhóm, Hát dẫn, Nhảy chính     | Tượng Tinh (STAR MASTER)                          | Monster                          |
| Triệu Tiểu Đường | 赵小棠 Zhao Xiao Tang | XiaoTang Zhao  | 2 tháng 4, 1997   | Bắc Kinh, Trung Quốc    | Rap dẫn, Hát phụ                     | Thái Dương Xuyên Hoà (Mountain Top Entertainment) | Đường Thủy                       |
| Khổng Tuyết Nhi  | 孔雪兒 Kong Xue Er    | Snow Kong      | 30 tháng 4, 1996  | Hồ Bắc, Trung Quốc      | Nhảy dẫn, Visual, Hát phụ, Rap dẫn   | Thái Dương Xuyên Hoà (Mountain Top Entertainment) | Hoa Tuyết                        |
| Lục Kha Nhiên    | 陆柯燃 Lu Ke Ran      | K Lu           | 7 tháng 11, 1995  | Giang Tô, Trung Quốc    | Nhảy dẫn, Hát phụ, Rap dẫn           | TOV Entertainment                                 | Bánh Sừng Bò (Khả Tụng Diện Bao) |

## Danh sách đĩa nhạc

### Album/EP
|            | Chi tiết                                                    | Danh sách bài hát                                                                                       | Ghi chú                                  |
| SphinX     | - Phát hành: Ngày 10 tháng 8 năm 2020 - Định dạng: Nhạc số  | SphinX Not Me                                                                                           | EP đầu tiên                              |
| MatriX     | - Phát hành: Ngày 25 tháng 12 năm 2020 - Định dạng: Nhạc số | Dumb Dumb Bomb Biu Biu Gwalla SKIN 蔷薇之巅 (Tường Vi Chi Đỉnh) Comet Yea T.A.N.G Call me by my name K' | Full album đầu tiên (1 bài nhóm, 9 solo) |
| RefleXtion | - Phát hành: Ngày 22 tháng 5 năm 2021 - Định dạng: Nhạc số  | Hello 异兽 (Dị thú)                                                                                     | EP kỉ niệm 1 năm debut                   |
| THE NINE   | - Phát hành: Ngày 5 tháng 12 năm 2021 - Định dạng: Nhạc số  | 驭舞者 (Ngự Vũ Giả) Devil's Song 我们啊 (Chúng Ta Ấy Mà)                                                | EP tốt nghiệp                            |

### Các ca khúc khi tham gia Thanh Xuân Có Bạn 2
| Tiêu đề                                                           | Tham gia                                                                                           | Ghi chú                              |
| Yes! Ok!                                                          | Cả nhóm                                                                                            | Ca khúc chủ đề Thanh Xuân Có Bạn 2   |
| Play                                                              | An Kỳ (Center) Khổng Tuyết Nhi                                                                     | Công diễn 1: Đánh giá vị trí - Dance |
| Vòng Tuần Hoàn Tình Yêu (恋爱循环)                                | Triệu Tiểu Đường                                                                                   | Công diễn 1: Đánh giá vị trí - Dance |
| The Eve (破风)                                                    | Hứa Giai Kỳ (Center) Lưu Vũ Hân Lục Kha Nhiên                                                      | Công diễn 1: Đánh giá vị trí - Dance |
| Đừng Hỏi, rất Đáng Sợ (别问很可怕)                                | Ngu Thư Hân                                                                                        | Công diễn 1: Đánh giá vị trí - Dance |
| Dễ Cháy Dễ Phát Nổ (易燃易爆炸)                                   | Dụ Ngôn (Center)                                                                                   | Công diễn 1: Đánh giá vị trí - Vocal |
| Cô Gái Mắt Một Mí (单眼皮女生)                                    | Tạ Khả Dần (Center)                                                                                | Công diễn 1: Đánh giá vị trí - Rap   |
| MAMA - Chinese Version                                            | Lục Kha Nhiên Tạ Khả Dần                                                                           | Công diễn 2: Đấu nhóm nhỏ            |
| MAMA - Chinese Version                                            | Hứa Giai Kỳ                                                                                        | Công diễn 2: Đấu nhóm nhỏ - Phục Thù |
| R&B All Night                                                     | Hứa Giai Kỳ (Center)                                                                               | Công diễn 2: Đấu nhóm nhỏ            |
| R&B All Night                                                     | Dụ Ngôn (Center)                                                                                   | Công diễn 2: Đấu nhóm nhỏ - Phục Thù |
| Sao Tôi Lại Đẹp Thế Nhỉ (我怎么这么好看)                          | Khổng Tuyết Nhi (Center) Ngu Thư Hân                                                               | Công diễn 2: Đấu nhóm nhỏ            |
| Có Chút Ngọt Ngào (有點甜)                                        | An Kỳ (Center)                                                                                     | Công diễn 2: Đấu nhóm nhỏ            |
| Thập Diện Mai Phục 2 (十面埋伏2)                                  | Triệu Tiểu Đường (Center) - Nhóm A Dụ Ngôn (Center) - Nhóm B                                       | Công diễn 2: Đấu nhóm nhỏ            |
| Thập Diện Mai Phục 2 (十面埋伏2)                                  | An Kỳ (Center) Khổng Tuyết Nhi Lưu Vũ Hân                                                          | Công diễn 2: Đấu nhóm nhỏ - Phục Thù |
| Muốn Gặp Anh, Muốn Gặp Anh, Muốn Gặp Anh (想見你想見你想見你)     | Lưu Vũ Hân (Center)                                                                                | Công diễn 2: Đấu nhóm nhỏ            |
| Muốn Gặp Anh, Muốn Gặp Anh, Muốn Gặp Anh(想見你想見你想見你)      | Ngu Thư Hân (Center) - Nhóm A Lục Kha Nhiên - Nhóm A Tạ Khả Dần - Nhóm A Triệu Tiểu Đường - Nhóm B | Công diễn 2: Đấu nhóm nhỏ - Phục Thù |
| Bất Phụng Bồi (不奉陪)                                            | Lục Kha Nhiên (Center)                                                                             | Công diễn 3: Đánh giá bài hát chủ đề |
| Phi Nhật Thường Cuồng Hoang (非日常狂欢)                          | Khổng Tuyết Nhi (Center) Hứa Giai Kỳ Ngu Thư Hân Tạ Khả Dần Triệu Tiểu Đường                       | Công diễn 3: Đánh giá bài hát chủ đề |
| Lion                                                              | Lưu Vũ Hân (Center) An Kỳ Dụ Ngôn                                                                  | Công diễn 3: Đánh giá bài hát chủ đề |
| Lover (情人) - Thái Từ Khôn                                       | An Kỳ Hứa Giai Kỳ                                                                                  | Công diễn 4: Sân khấu kết hợp        |
| I'm Not Yours - Lisa                                              | Khổng Tuyết Nhi Lục Kha Nhiên Lưu Vũ Hân Ngu Thư Hân                                               | Công diễn 4: Sân khấu kết hợp        |
| Good Night Song + YES! OK! (晚安歌 + YES!OK!) - Ella Trần Gia Hoa | Dụ Ngôn                                                                                            | Công diễn 4: Sân khấu kết hợp        |
| Bất Phục (不服)                                                   | Tạ Khả Dần Triệu Tiểu Đường                                                                        | Công diễn 4: Sân khấu kết hợp        |
| Hunt                                                              | Hứa Giai Kỳ (Center) An Kỳ Lục Kha Nhiên Ngu Thư Hân Triệu Tiểu Đường                              | Công diễn 5: Sân khấu chung kết      |
| A Little Bit                                                      | Dụ Ngôn Khổng Tuyết Nhi Lưu Vũ Hân Tạ Khả Dần                                                      | Công diễn 5: Sân khấu chung kết      |
| Promise                                                           | Cả nhóm                                                                                            | Bài hát tạm biệt                     |
| Cho Con Gái (给女孩) - Lý Vũ Xuân                                 | Cả nhóm                                                                                            | Bài hát kết hợp với khách mời        |
|                                                                   | |                                      |

### Các sân khấu/ca khúc đã trình bày
| Năm  | Tên bài hát                                             | Chương trình                                                | Tham gia                                                                    |
| 2020 | Yes! Ok!                                                | Tmall 618                                                   | Cả nhóm                                                                     |
| 2020 | Hunt                                                    | Tmall 618                                                   | Cả nhóm                                                                     |
| 2020 | Yes! Ok!                                                | 818 Super Show                                              | Cả nhóm                                                                     |
| 2020 | SphinX                                                  | 818 Super Show                                              | Cả nhóm                                                                     |
| 2020 | Not Me                                                  | Đêm hội 919                                                 | Cả nhóm                                                                     |
| 2020 | SphinX                                                  | Happy Camp tập 19/09/2020                                   | Cả nhóm                                                                     |
| 2020 | Promise                                                 | Let's Party tập 01                                          | Cả nhóm                                                                     |
| 2020 | Yes! Ok!                                                | TOP - Đường lên đỉnh vinh quang China Billboard Award 2020  | Cả nhóm                                                                     |
| 2020 | Chầm chậm thích anh                                     | Let's Party tập 06                                          | Cả nhóm                                                                     |
| 2020 | SphinX                                                  | Đêm hội mỹ lệ Douyin                                        | Cả nhóm (trừ Dụ Ngôn do chấn thương chân)                                   |
| 2020 | Mình dùng hết sức chạy về phía cậu                      | Đêm hội mỹ lệ Douyin                                        | Cả nhóm (trừ Dụ Ngôn do chấn thương chân)                                   |
| 2020 | Not Me                                                  | Wonderful Festival Suike app                                | Cả nhóm (trừ Dụ Ngôn do chấn thương chân)                                   |
| 2020 | SphinX                                                  | Wonderful Festival Suike app                                | Cả nhóm (trừ Dụ Ngôn do chấn thương chân)                                   |
| 2020 | SphinX                                                  | JD Show 11.11 2020                                          | Cả nhóm (trừ Dụ Ngôn do chấn thương chân)                                   |
| 2020 | Promise                                                 | JD Show 11.11 2020                                          | Cả nhóm (trừ Dụ Ngôn do chấn thương chân)                                   |
| 2020 | Muốn gặp anh, muốn gặp anh, muốn gặp anh                | Show Pinduoduo 12.12 2020                                   | Dance line (Lưu Vũ Hân, Hứa Giai Kỳ, An Kỳ, Khổng Tuyết Nhi, Lục Kha Nhiên) |
| 2020 | Lion                                                    | Show Pinduoduo 12.12 2020                                   | Dance line (Lưu Vũ Hân, Hứa Giai Kỳ, An Kỳ, Khổng Tuyết Nhi, Lục Kha Nhiên) |
| 2020 | Carmen + Em muốn chúng ta bên nhau + Không muốn lớn lên | Đêm giao thừa - Countdown 2021 Giang Tô Vệ Thị              | Ngu Thư Hân x Triệu Tiểu Đường, Tạ Khả Dần, An Kỳ ft. Lang Lãng             |
| 2020 | SphinX                                                  | Đêm giao thừa - Countdown 2021 Giang Tô Vệ Thị              | Cả nhóm (trừ Dụ Ngôn do chấn thương ở chân)                                 |
| 2021 | Skin + Call me by my name + K' + Biu Biu                | Đêm giao thừa - Countdown 2021 Giang Tô Vệ Thị              | Lưu Vũ Hân, Hứa Giai Kỳ, Khổng Tuyết Nhi, Lục Kha Nhiên                     |
| 2021 | Dumb Dumb Bomb                                          | Đêm giao thừa - Countdown 2021 Giang Tô Vệ Thị              | Cả nhóm (trừ Dụ Ngôn do chấn thương ở chân)                                 |
| 2021 | Dumb Dumb Bomb                                          | iQIYI Đêm hội gào thét - Vì yêu mà hét 2021                 | Cả nhóm (trừ Ngu Thư Hân do thực hiện nghĩa vụ cách ly)                     |
| 2021 | SphinX                                                  | iQIYI Đêm hội gào thét - Vì yêu mà hét 2021                 | Cả nhóm (trừ Ngu Thư Hân do thực hiện nghĩa vụ cách ly)                     |
| 2021 | Medley Yes!Ok! + SphinX + Not Me+ Dumb Dumb Bomb        | Trực thông Xuân Vãn 2020 《2020直通春晚》                   | An Kỳ, Triệu Tiểu Đường, Khổng Tuyết Nhi, Lục Kha Nhiên                     |
| 2021 | Tiếng Trung                                             | Trực thông Xuân Vãn 2020 《2020直通春晚》                   | An Kỳ, Triệu Tiểu Đường, Khổng Tuyết Nhi, Lục Kha Nhiên                     |
| 2021 | Tiếng Trung                                             | So chiêu - Ngưu nhân chi dạ 《过招牛人之夜》                | An Kỳ, Khổng Tuyết Nhi, Lục Kha Nhiên                                       |
| 2021 | Medley Not Me+ Dumb Dumb Bomb                           | So chiêu - Ngưu nhân chi dạ 《过招牛人之夜》                | An Kỳ, Khổng Tuyết Nhi, Lục Kha Nhiên                                       |
| 2021 | Dumb Dumb Bomb                                          | Hỉ kịch Xuân vãn 2021 《笑赢这一年》                        | THE9 (trừ Hứa Giai Kỳ và Dụ Ngôn vì lí do cá nhân)                          |
| 2021 | Promise                                                 | Hỉ kịch Xuân vãn 2021 《笑赢这一年》                        | THE9 (trừ Hứa Giai Kỳ và Dụ Ngôn vì lí do cá nhân)                          |
| 2021 | Chạy thanh xuân                                         | Xuân vãn 2021                                               | Lưu Vũ Hân, An Kỳ, Khổng Tuyết Nhi, Lục Kha Nhiên kết hợp khách mời         |
| 2021 | Dumb Dumb Bomb                                          | Gala hội xuân Xuân mãn Phương Đông - Đông Phương Vệ thị SMG | Cả nhóm (trừ Hứa Giai Kỳ và Dụ Ngôn vì lí do cá nhân)                       |
| 2021 | Hoa hồng, hoa hồng, em yêu anh                          | Gala hội xuân Xuân mãn Phương Đông - Đông Phương Vệ thị SMG | Cả nhóm (trừ Hứa Giai Kỳ và Dụ Ngôn vì lí do cá nhân)                       |
| 2021 | Not Me                                                  | Gala hội xuân Hồ Nam vệ thị                                 | Cả nhóm (trừ Ngu Thư Hân, Hứa Giai Kỳ và Dụ Ngôn vì lí do cá nhân)          |
| 2021 | Chúc mừng năm mới YES!OK!                               | Gala hội xuân Hồ Nam vệ thị                                 | Cả nhóm (trừ Ngu Thư Hân, Hứa Giai Kỳ và Dụ Ngôn vì lí do cá nhân)          |
| 2021 | Not Me                                                  | Đêm hội Weibo Night 2020                                    | Cả nhóm                                                                     |
| 2021 | Dumb Dumb Bomb                                          | Thanh xuân có bạn 3 tập 08                                  | Cả nhóm                                                                     |
| 2021 | Điệu cha cha tình yêu                                   | Vì ca mà tán tập 01                                         | Cả nhóm (trừ Ngu Thư Hân và Dụ Ngôn vì lí do cá nhân)                       |
| 2021 | 1h30 sáng                                               | Vì ca mà tán tập 02                                         | Cả nhóm (trừ Hứa Giai Kỳ và Dụ Ngôn vì lí do cá nhân)                       |
| 2021 | Too Savage                                              | Vì ca mà tán vòng 06                                        | An Kỳ, Tạ Khả Dần, Lục Kha Nhiên ft. Zealot Châu Tinh Tinh                  |
| 2021 | Hello                                                   | 2021 Baidu Triều Thịnh Điển                                 | Cả nhóm (trừ Dụ Ngôn và Tạ Khả Dần)                                         |
| 2021 | Dị thú 异兽                                             | 616 Tmall Khai Tâm Dạ đài Hồ Nam                            | Cả nhóm (trừ Dụ Ngôn)                                                       |
| 2021 | Not Me                                                  | Mật thất kinh kỳ thám bí dạ                                 | Tạ Khả Dần, An Kì, Khổng Tuyết Nhi, Lục Kha Nhiên                           |
| 2021 | Not Me                                                  | Đêm hội 818 đài Hồ Nam                                      | Cả nhóm (trừ Dụ Ngôn)                                                       |
| 2021 | Dị thú 异兽                                             | Đêm hội xe hơi cuồng hoan 818                               | Cả nhóm (trừ Dụ Ngôn)                                                       |
| 2021 | SphinX                                                  | Đêm hội Pinduoduo 11.11                                     | Lưu Vũ Hân, Ngu Thư Hân, Hứa Giai Kì, An Kì                                 |
| 2021 | Promise                                                 | Đêm hội Pinduoduo 11.11                                     | Lưu Vũ Hân, Ngu Thư Hân, Hứa Giai Kì, An Kì                                 |

## Hoạt động khác

### Chương trình truyền hình
| Năm  | Kênh            | Tên chương trình                           | Tập        | Thành Viên Tham Gia          | Vai trò            |
| 2020 | Dragon TV       | Thử Thách Cực Hạn 6                        | Tập 10     | Triệu Tiểu Đường             | Khách Mời          |
| 2020 | Dragon TV       | Thử Thách Cực Hạn 6                        | Tập 12     | Cả nhóm                      | Khách Mời          |
| 2020 | Mango TV        | Khu Rừng Nhỏ Diệu Kỳ                       | Tập 9      | Hứa Giai Kỳ, Tạ Khả Dần      | Khách Mời          |
| 2020 | iQiyi           | Bữa Tối Bất Ngờ                            | Tập 8      | Tạ Khả Dần, Triệu Tiểu Đường | Khách Mời          |
| 2020 | iQiyi           | Cửa Hàng Lướt Sóng Mùa Hè                  | Tập 8 - 10 | An Kỳ, Triệu Tiểu Đường      | Khách Mời          |
| 2020 | Dragon TV       | Thử Thách Cực Hạn - Bảo Tàng Hành          | Tập 6 - 10 | Ngu Thư Hân                  | Khách Mời          |
| 2020 | Hồ Nam TV       | Happy Camp                                 | Số 19/09   | Cả nhóm                      | Khách Mời          |
| 2020 | Dragon TV       | Đại Hội Thể Thao Của Người Khổng Lồ Tí Hon | ―          | Hứa Giai Kỳ                  | Thành Viên Cố Định |
| 2020 | iQiyi           | Đối tác trào lưu 2                         | ―          | Lưu Vũ Hân                   | Thành Viên Cố Định |
| 2020 | iQiyi           | Xuất Phát Thôi! Đôn Hoàng                  | ―          | Tạ Khả Dần                   | Thành Viên Cố Định |
| 2020 | Đài Chiết Giang | Nông Thôn Kho Báu                          | ―          | Khổng Tuyết Nhi              | Thành Viên Cố Định |
| 2020 | Mango TV        | Cánh đồng hy vọng                          | ―          | An Kỳ                        | Thành Viên Cố Định |
| 2020 | IQIYI           | Tiệc trà của các thiếu nữ                  | ―          | Triệu Tiểu Đường             | Thành Viên Cố Định |
| 2020 | IQIYI           | Tân Tinh Xuyên Chiều                       | —          | Ngu Thư Hân                  | Hộ Liệt Sư         |
| 2020 | Youku           | Tôi chính là diễn viên                     | ―          | Tạ Khả Dần                   | Khách mời          |
| 2021 | Đài Chiết Giang | Vì ca mà tán thưởng                        | ―          | Cả nhóm                      | Thí sinh           |

### Chương trình thực tế
| Năm  | Kênh  | Tên chương trình         | Tập tham gia | Thành Viên Tham Gia           | Vai Trò                 |
| 2020 | iQiyi | Thanh Xuân Có Bạn 2      | Full         | Cả Nhóm                       | Thực tập sinh           |
| 2020 | iQiyi | Phi thường nhật Party    | Full         | Cả Nhóm                       | Thành Viên Cố Định/Host |
| 2020 | iQiyi | Vượt thứ nguyên tân tinh | Full         | Ngu Thư Hân                   | Hộ liệt sư              |
| 2021 | iQiyi | Thanh Xuân Có Bạn 3      | Full         | Ngu Thư Hân                   | Trợ giảng thanh xuân    |
| 2021 | iQiyi | Thanh Xuân Có Bạn 3      | 08           | Cả nhóm                       | Khách mời đặc biệt      |
| 2021 | iQiyi | Thanh Xuân Có Bạn 3      | 21           | Dụ Ngôn, An Kỳ, Lục Kha Nhiên | Mentor X - Collab stage |

### Thời trang
| Năm  | Thể loại  | Tên hạng mục    | Số phát hành | Thành Viên Tham Gia |
| 2020 | Tạp chí   | NYLON           | Tháng 7      | Cả nhóm             |
| 2020 | Tạp chí   | YOHO!           | Tháng 8      | Cả nhóm             |
| 2020 | Tạp chí   | Men's Health    | Tháng 8      | Cả nhóm             |
| 2021 | Tuần san  | GRAZIA          | Kỳ 511       | Cả nhóm             |
| 2021 | Photobook | THE9 Antimatter | ―            | Cả nhóm             |

### Hoạt động xã hội
| Năm  | Thời gian công bố | Dự án                              | Nội dung | Đơn vị tổ chức                                            | Vai trò             | Thành Viên Tham Gia |
| 2020 | 18/08             | iQIYI Love Power                   | Nâng cao nhận thức về chứng rối loạn lo âu                                                                             | iQIYI                                                     | ―                   | Cả nhóm             |
| 2020 | 09/09             | Quỹ xóa đói giảm nghèo Trung Quốc  | Vận động công chúng quan tâm đến phúc lợi công cộng và giúp trẻ em nông thôn có được nguồn tài nguyên giáo dục tốt hơn | Quỹ xóa đói giảm nghèo Trung Quốc                         | Đại sứ từ thiện     | Cả nhóm             |
| 2020 | 21/09             | Book Love Hope                     | Thành lập thư viện lưu động trên địa bàn phường cho bệnh nhân và em nhỏ mắc bệnh                                       | 轻松筹 轻松公益                                           | Đại sứ từ thiện     | Cả nhóm             |
| 2020 | 19/11             | UNICEF Ngày quốc tế Thiếu nhi 2020 | Cuộc thi vẽ tay mặt cười cùng THE9 bảo vệ sự trong sáng của trẻ em                                                     | UNICEF Trung Quốc 跑遍中国线上马拉松系列赛 Sina News      | ―                   | Cả nhóm             |
| 2021 | 20/05             | Rayli - Chăm sóc trẻ bị bỏ rơi     | Hỗ trợ và truyền thông, nâng cao nhận thức của mọi người về những đứa trẻ bị bỏ rơi.                                   | Tổ chức từ thiện viện trợ cho trẻ em Trung Quốc 瑞丽Rayli | Đại sứ truyền thông | Cả nhóm             |

## Giải thưởng
| Năm  | Tên giải thưởng                                    | Giải thưởng                                      | Tác phẩm tranh cử     | Kết quả   |
| 2020 | Thịnh điển Cosmo Glam Night 2020                   | Nhân vật của năm                                 | Không áp dụng         | Đoạt giải |
| 2020 | Thịnh điển Figaro Beauty Star 2020                 | Ấn tượng làn sóng mới                            | Không áp dụng         | Đoạt giải |
| 2020 | iQIYI Scream Night 2021                            | Nữ thần gào thét                                 | Không áp dụng         | Đoạt giải |
| 2020 | iFENG Fashion Choice                               | Đoàn đội sức sống thời thượng của năm            | Không áp dụng         | Đoạt giải |
| 2020 | Giải thưởng phong cách thời trang Sina 2020        | Nhóm nhạc thần tượng của năm                     | Không áp dụng         | Đoạt giải |
| 2020 | Lễ hội thời trang Ruili 2020                       | Nhóm nhạc được yêu thích của năm                 | Không áp dụng         | Đoạt giải |
| 2020 | Giải thưởng Âm nhạc Pop Châu Á 2020                | Nhóm nhạc nội địa xuất sắc                       | EP SphinX             | Đề cử     |
| 2020 | Giải thưởng Âm nhạc Pop Châu Á 2020                | Nhóm nhạc nữ được yêu thích nhất                 | Không áp dụng         | Đoạt giải |
| 2021 | Thịnh điển truyền hình và điện ảnh Sina 2020       | Tác phẩm âm nhạc của năm                         | SphinX                | Đoạt giải |
| 2021 | Thịnh điển truyền hình và điện ảnh Sina 2020       | Chương trình tống nghệ của năm                   | Phi thường nhật Party | Đoạt giải |
| 2021 | Baidu Nhân vật giải trí 2020                       | Sự kết hợp xuất sắc của năm                      | Không áp dụng         | Đoạt giải |
| 2021 | Đêm hội Weibo Night 2020                           | Đoàn đội hot của năm                             | Không áp dụng         | Đoạt giải |
| 2021 | Weibo Starlight Awards 2021                        | Nghệ sĩ được người hâm mộ quốc tế yêu thích nhất | Không áp dụng         | Đoạt giải |
| 2021 | Lễ trao giải Đông Phương Phong Vân Bảng lần thứ 28 | Nhóm nhạc được yêu thích nhất                    | Không áp dụng         | Đoạt giải |